# الخطوط الجوية المتحدة الرحلة 610
طائرة يونايتد رحلة 2501 وهي من نوع دوغلاس دي سي-6، ورقم التسجيل هو N37543، كانت تحت الخدمة ما بين سان فرانسيسكو - أوكلاند - وسولت ليك - ودنفر - وشيكاغو، عندما اصطدمت بالقرب من دنفر بتاريخ 30 يونيو من عام 1951. وكان بالطائرة 50 شخصا (5 طاقم + 45 راكب) وقد مات جميع من كان بالطائرة.

## الأحداث التي أدت للكارثة
بعد استكمال مرحلتين من مراحل الرحلة أقلعت طائرة الرحلة 610 من مدينة سالت ليك الساعة 12:11 صباحا في طريقها إلى المحطة التالية وهي دنفر. حوالي الساعة 1:47 صباحا أبلغت الطائرة البرج أنها عبرت بالتو محطة شايان الإذاعية وتطلب تخفيض الارتفاع حيث كان مقررا لها 8,500 قدم. عند تلك النقطة كان من المقرر على الطائرة أن تنحرف يمينا ليصل 168° حيث خط الوجهة لمجال التردد المنخفض ل DEN. ثم تنتقل إلى تقاطع WONT، حيث أنها الحد التالي لها. للوصول إلى تلك الوجهة، فإن الطائرة انحرفت لوجهة 210° تقريبا، وهي زاوية انحراف تقدر ب 45°. فإن كان الطيار قد هيأ جهاز المفاتيح الصوتي (audio selector switches) بشكل صحيح، فإنه سيتمكن من سماع تعريف شفرة مورس الصوتية لحرف "A" للجانب الشمالي لمدى التردد المنخفض، وبالتالي سيقلل من زاوية الانحراف القوية لخط الوجهة، ثم سيبدأ بسماع تعريف "N". ومن الممكن أن تكون هذه إشارة إلى أن الوقت قد حان لتحويل اليسار مرة أخرى، ثم يتعقب خط الوجهة 168° حتى يصل تقاطع WONT. ولكن الطائرة لم تنحرف لليسار، وظلت على وجهتها 210° حتى ارتطامها بالجبال. وبما أنها نزلت إلى المستوى المسموح من الارتفاع، فقد استمرت بوجهتها الخطرة إلى الجبال. وبالساعة 2:00 صباحا. ارتطمت الطائرة بجبل الكريستال على بعد 50 ميلا شمال غربي دنفر، وانزلقت لمسافة 690 قدم حتى استقرت على الأرض وقد تحولت إلى كتلة من اللهب.

## طبيعة الخطأ
تم تخمين الحادث بأن الطيار ربما اختار المفتاح الخطأ في جهاز المفاتيح الصوتي -بسبب قلة الإنارة داخل غرفة القيادة- فأعطاه إشارة وجهة مدى الطيران المرئي الذي يستخدم خلال النهار، بدلا من اعطائه إشارة وجهة مدى طيران موجة دنفر المنخفظة المطلوبة خلال تلك الرحلة. كلا إشارتي المدى يستخدمان نفس إشارة المورس الكودية لدنفر، ولكي يتم استقال كلا الإشارتين يجب تعيين تقاطع (WONT)، ولكن بما أن الطيار قد اختار مفاتيح الوجهة الخاطئة، فقداستمع إلى الرمز "A" فقط ولم يستمع إلى الرمز "N" الذي يخبره بأن يجب عليه الانحراف يسارا في تلك الساعة.
بعد تلك التحقيقات، طلب إضافة الحرف "V" إلى رمز دنفر الكودي لوجهة الطيران المرئي، لذا فلا تتشوش المعلومات لمدى موجة "DEN" المنخفضة على الطيارين.

## رقم الرحلة
يستخدم رمز الرحلة 610 إلى خط الطيران ما بين مطار أوهير الدولي ومطار رونالد ريغان واشنطن الوطني